# Apol·linar (militar)
Apol·linar fou un militar i polític romà d'Orient, natural d'algun lloc indeterminat de la península itàlica, que havia format part de la cort del rei vàndal Hildelric però quan aquest fou desposseït pel seu germà Gelimer, juntament amb un bon nombre de romans del Regne Vàndal es passa a Justinià I, col·laborant en la Guerra Vandàlica empresa per l'Imperi Romà d'Orient on destacà pel seu valor, sobretot en la Batalla de Tricama.
Amb tota seguretat, a rel dels seus actes de valor, Belisari li encomanà la governació de les Illes Balears una vegada conquerides l'any 534. La historiografia també li ha atribuït el comandament de la conquesta, sense que això estigui explícitament consignat a les fonts, ni tampoc negat.